# Bauge
Il sistema costruttivo chiamato bauge (in lingua francese) o cob (in lingua inglese) utilizza la terra cruda come materiale da costruzione.

## Tecnologia

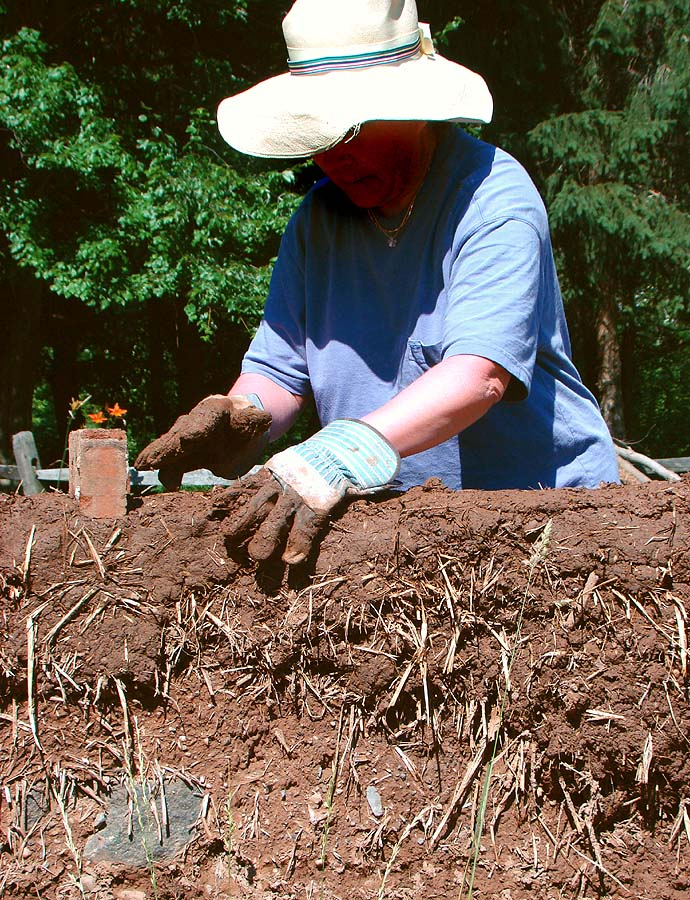
Tecnica del bauge.

La tecnica del bauge impiega un composto di terra e fibre naturali (in genere fibre vegetali e paglia) a consistenza fortemente plastica. Nella scala di valutazione dello slump test si assimila tale consistenza alla classe S1 (consistenza umida). L'impasto di terra deve essere molto grasso, ricco di limo e argilla, arricchito di paglia e fibre, ed è lavorato a terra impastato con i piedi fino a rendere omogeneo il composto. Dopo circa un giorno di riposo, l'impasto è lavorato a mano, tagliato a blocchi con una vanga, ed è messo in opera impilato a corsi successivi dello spessore medio di 50/60 cm, per realizzare murature di notevole spessore (non meno di 50 cm) a blocchi irregolari (simili alla tecnica del massone). Quando il muro è completato, ancora fresco, è regolarizzato utilizzando una vanga e la superficie è rigata con un rastrello per favorire l'aggrappo dell'intonaco. L'impasto raggiunge la consistenza solida, essiccazione, dopo circa 15 giorni.  La consistenza dell'impasto consente di non utilizzare casseforme per realizzare i blocchi e casseri per delimitare la muratura.
Con questa tecnica costruttiva si possono realizzare murature portanti che hanno la caratteristica di essere monolitiche (come quelle in pisé).

## Diffusione geografica
La tecnica del bauge è stata sviluppata in Francia ed è diffusa in area francese (Auvergne, Bretagne, Camargue, Contentin, Paris, Sologne, Vendée), in Belgio e in Inghilterra (tecnica del cob).